# Saint-Paul (Réunion)
Saint-Paul este un oraș francez, sub-prefectură a departamentului Réunion din Oceanul Indian. Saint-Paul este al 38-lea cel mai populat oraș francez și se află la vest de capitala regiunii, Saint-Denis.